# ابراهیم گلفام
ابراهیم گلفام (زادهٔ ۱۳۴۲ شهر ری) سرتیپ ارتش جمهوری اسلامی ایران است، که هم‌اکنون به‌عنوان جانشین معاون فرهنگی و تبلیغات دفاعی ستاد کل نیروهای مسلح فعالیت می‌کند.
وی فعالیت نظامی را در سال ۱۳۶۰ و در ابتدای جنگ ایران و عراق در نیروی زمینی ارتش آغاز کرد و مراتب فرماندهی را در لشکر ۲۳ تکاور و تیپ ۶۵ نوهد طی نمود.
گلفام از ۱۳۷۸ تا اوائل دهه ۱۳۸۰ جانشین معاون نیروی انسانی سازمان عقیدتی سیاسی ارتش بود، از ۱۳۸۵ تا ۱۳۸۶ به‌عنوان معاون هماهنگ‌کننده و رئیس ستاد نیروی دریایی ارتش فعالیت می‌کرد، در فاصله سال‌های ۱۳۸۹ تا ۱۳۹۲ معاون نیروی انسانی سازمان عقیدتی سیاسی ارتش بود و از ۱۳۹۲ تا ۱۳۹۶ ریاست سازمان حفظ آثار و نشر ارزش‌های دفاع مقدس ارتش را برعهده داشت.
او در سال ۱۳۹۶ به ستاد کل نیروهای مسلح منتقل شد و از بهمن‌ماه ۱۳۹۶ جانشین معاون فرهنگی و تبلیغات دفاعی رئیس ستاد کل نیروهای مسلح است. وی در سال ۱۳۹۹ درجه سرتیپی دریافت کرد.